# Saint Catherine (ort i Egypten)
Saint Catherine är en ort i Egypten.   Den ligger i guvernementet Sina al-Janubiyya, i den östra delen av landet, 300 km sydost om huvudstaden Kairo. Saint Catherine ligger 1 586 meter över havet och antalet invånare är 4 603.
Terrängen runt Saint Catherine är lite bergig.  Trakten runt Saint Catherine är nära nog obefolkad, med mindre än två invånare per kvadratkilometer. Trakten runt Saint Catherine är ofruktbar med lite eller ingen växtlighet.